# Coefficiente di deflusso
Nell'ambito dell'idrologia, il coefficiente di deflusso, con riferimento a un bacino idrografico di un corso d'acqua, è pari al rapporto fra il deflusso, cioè il volume d'acqua defluito alla sezione di chiusura del bacino, e afflusso, cioè l'acqua meteorica caduta sul bacino.

## Descrizione
Salvo diverse indicazioni, il coefficiente di deflusso è calcolato sul periodo di un anno, in modo da non risentire della stagionalità; in altri casi può invece essere utile calcolare il coefficiente di deflusso su intervalli di tempo inferiori all'anno. 
Il valore del coefficiente di deflusso, a meno di errori di misurazione sugli afflussi o sui deflussi, è in genere compreso tra 0 e 1 se calcolato su un anno, mentre se è calcolato su periodi più brevi (ad esempio un mese) può risultare superiore all'unità, a causa dei seguenti fattori:
- le precipitazioni nevose non sono registrate dei pluviometri ma, al momento dello scioglimento, sono registrati gli afflussi corrispondenti, come anche avviene anche per i ghiacciai e i nevai;[2]
- periodi di elevata piovosità poco prima dell'inizio dell'intervallo temporale di riferimento (ad esempio, facendo riferimento a un determinato mese, le piogge cadute alla fine del mese precedente), possono alimentare deflussi sul bacino nel mese oggetto di studio, compatibilmente con il tempo di corrivazione;[2]
- lo svuotamento totale o parziale delle opere idrauliche finalizzate alla regimazione delle portate, come ad esempio gli invasi artificiali, provocano il deflusso di acqua accumulatasi precedentemente al periodo considerato.[2]

Il coefficiente di deflusso può essere nullo nel caso di bacini che non diano origine a deflussi superficiali.
La tabella che segue fornisce i valori indicativi del coefficiente di deflusso per alcuni tipi di superficie.
| Tipologia                                                | coeff. di deflusso |
| -------------------------------------------------------- | ------------------ |
| Superfici agricole, orti, prati, verde su suolo profondo | 0,10-0,15          |
| Terreni incolti; sterrato non compatto                   | 0,20-0,30          |
| Superfici in ghiaia sciolta; parcheggi drenanti          | 0,30-0,50          |
| Sterrato compatto                                        | 0,50-0,60          |
| Copertura di tetti; superfici asfaltate                  | 0,85-1,00          |

Da dati come quelli sopra riportati è possibile desumere che l'urbanizzazione, almeno a scala locale, aumenta i coefficienti di deflusso e questo determina un aumento di portata dei corsi d'acqua, a parità di precipitazioni che interessano il territorio, e un aumento del rischio di esondazione degli stessi.

## Applicazioni
Il coefficiente di deflusso viene stimato per il calcolo delle portate di piena nei progetti di ingegneria idraulica, ad esempio attraverso l'utilizzo della formula razionale.